# Hayesville (Ohio)

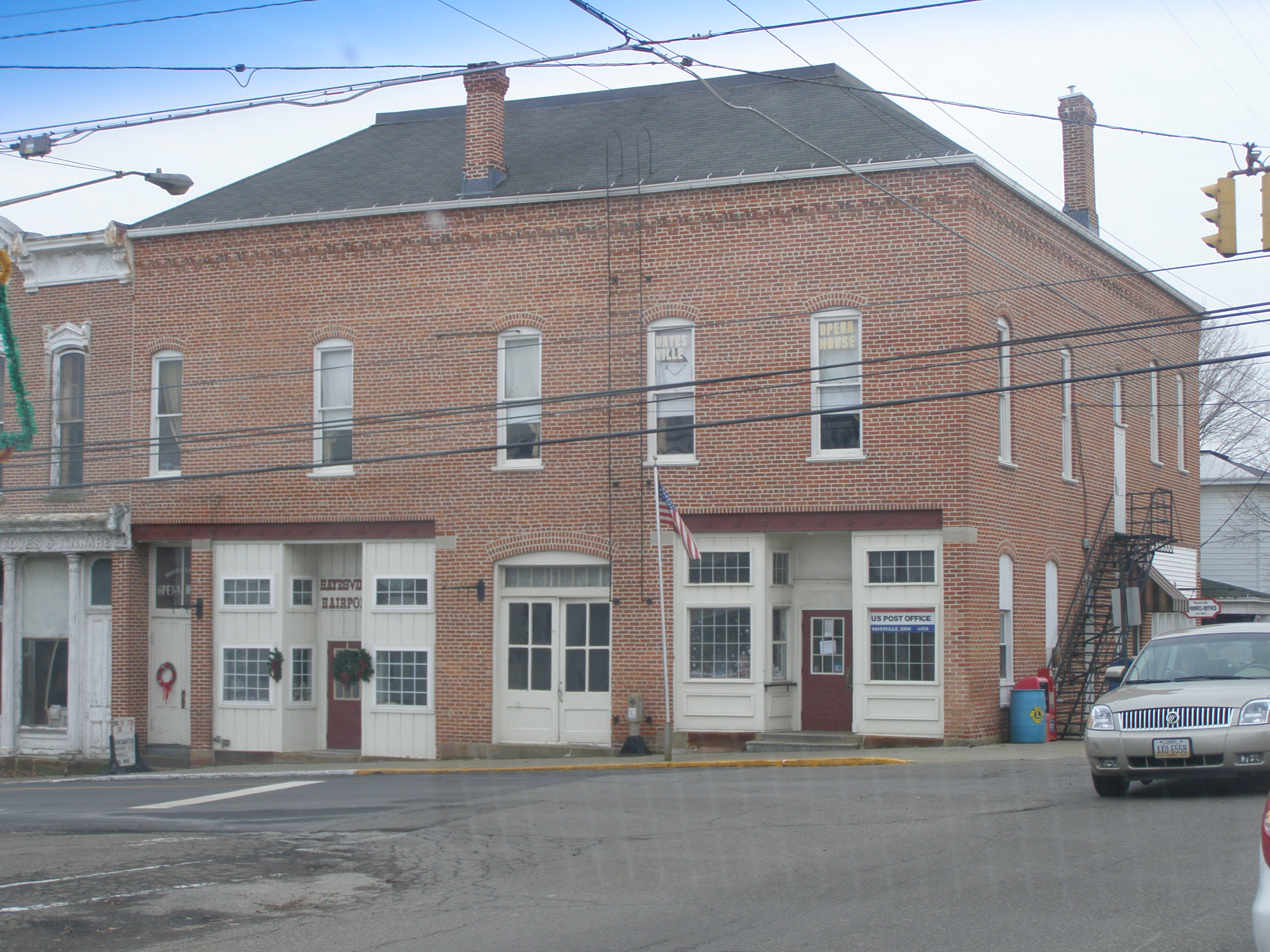
Hayesville – Opera House

Hayesville – wieś w USA, w stanie Ohio. Pierwsi osadnicy przybyli na teren miejscowości w roku 1817, a oficjalnie nazwę Hayesville przyjęto w roku 1849.

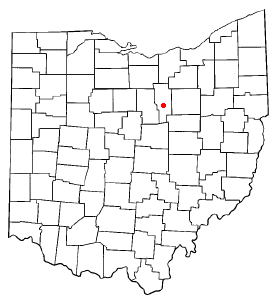
Hayesville na planie stanu Ohio

W roku 2010, 23,7% mieszkańców było w wieku poniżej 18 lat, 5,4% było w wieku od 18 do 24 lat, 25,2% miało od 25 do 44 lat, 27,9% miało od 45 do 64 lat, 17,9% było w wieku 65 lat lub starszych. We wsi było 52,2% mężczyzn i 47,8% kobiet.
Liczba mieszkańców w 2000 roku wynosiła 448, a w roku 2012 wynosiła 446.